# 로맹 아말피타노
로맹 아말피타노(Romain Amalfitano, 1989년 8월 27일 ~ )는 프랑스의 축구 선수이다. 현재 사우디 프로리그의 알파이살리 FC에서 미드필더로 뛰고 있다.